# Coleotrype
Coleotrype C.B.Clarke – rodzaj roślin z rodziny komelinowatych. Obejmuje 10 gatunków występujących w środkowej, wschodniej i południowej Afryce oraz na Madagaskarze, gdzie sześć gatunków występuje endemicznie.
Nazwa naukowa rodzaju pochodzi od greckich słów κολεός (koleos – pochwa liściowa) oraz τρύπα (tripa – otwór), odnosząc się do przebijania pochew liściowych przez kwiatostany tych roślin. 

## Morfologia
Wieloletnie rośliny zielne. Kwiaty zebrane w siedzący, ścisły kwiatostan złożony z kilku dwurzędek, z których każda wsparta jest dużą, jajowatą podsadką. Kwiatostan wyrasta z kąta liścia, przebijając u nasady rurkowatą pochwę liściową. Kwiaty siedzące. Listki zewnętrznego okółka okwiatu niemal równej wielkości; listki wewnętrznego okółka okwiatu równe lub nierówne, w połowie zrośnięte w wąską rurkę. Pręciki równej lub różnej długości, o nitkach zrośniętych z rurką okwiatu, niekiedy także ze sobą, bródkowatych lub nagich i pylnikach pękających wzdłużnie lub przez wierzchołkowy otwór. Zalążnia siedząca, wolna, jajowata, trójkomorowa. Trójgraniasto-jajowate, trójkomorowe, owłosione wierzchołkowo, pękające komorowo torebki pozostają ukryte między podsadkami i trwałymi listkami zewnętrznego okółka okwiatu. 
Liczba chromosomów 2n wynosi 36 lub 42. 

## Systematyka
Pozycja systematycznaRodzaj z podplemienia Coleotrypinae w plemieniu Tradescantieae podrodziny Commelinoideae w rodzinie komelinowatych (Commelinaceae).
Wykaz gatunków
- Coleotrype baronii Baker
- Coleotrype brueckneriana Mildbr.
- Coleotrype goudotii C.B.Clarke
- Coleotrype laurentii K.Schum.
- Coleotrype lutea H.Perrier
- Coleotrype madagascarica C.B.Clarke
- Coleotrype natalensis C.B.Clarke
- Coleotrype synanthera H.Perrier
- Coleotrype udzungwaensis Faden & Layton
- Coleotrype vermigera H.Perrier

## Znaczenie użytkowe
Coleotrype laurentii stosowana jest jako roślina lecznicza w zapaleniu gardła.
Coleotrype natalensis o fioletowych kwiatach uprawiana jest w Południowej Afryce jako roślina ozdobna.